# Ceylon (Minnesota)
Ceylon es una ciudad ubicada en el condado de Martin en el estado estadounidense de Minnesota. En el Censo de 2010 tenía una población de 369 habitantes y una densidad poblacional de 218,18 personas por km².

## Geografía
Según la Oficina del Censo de los Estados Unidos, Ceylon tiene una superficie total de 1.69 km², de la cual 1.69 km² corresponden a tierra firme y (0%) 0 km² es agua.

## Demografía
Según el censo de 2010, había 369 personas residiendo en Ceylon. La densidad de población era de 218,18 hab./km². De los 369 habitantes, Ceylon estaba compuesto por el 97.02% blancos, el 0% eran afroamericanos, el 0.27% eran amerindios, el 0% eran asiáticos, el 0% eran isleños del Pacífico, el 1.63% eran de otras razas y el 1.08% pertenecían a dos o más razas. Del total de la población el 4.88% eran hispanos o latinos de cualquier raza.

## Personalidades
- Walter Mondale, vicepresidente (1977-1981)